# Chiesa di San Donnino (Piacenza)
La chiesa di San Donnino è una chiesa posta nel centro storico della città italiana di Piacenza.

## Storia
La chiesa fu costruita nel XII secolo sul luogo di un luogo di culto più antico risalente al IX secolo.
Nel 1236 venne parzialmente ricostruita su iniziativa del cardinale Jacopo da Pecorara, per celebrare la pace fra le fazioni cittadine ottenuta in seguito alla sua mediazione.
Nel Seicento e nel Settecento venne trasformata in stile barocco, cancellandone l'aspetto romanico d'origine: le colonne furono riadattate in pilastri, sulle pareti furono applicati stucchi e intonaci, il pavimento venne realizzato a nuovo, rialzandolo rispetto a quello preesistente, mentre la facciata fu affrescata.
Nel 1835 alla facciata barocca settecentesca venne addossata una nuova facciata, che però ebbe vita breve: già nel 1889 l'architetto Camillo Guidotti, abbattendo tutte le superfetazioni, ricreò arbitrariamente una facciata romanica che fu molto criticata dai contemporanei.
Nel Novecento la chiesa conobbe un lungo declino: nel 1922 venne soppressa la parrocchia, e nel 1951 crollò parte del soffitto di una navata, tanto da rendere concreto il rischio della demolizione della chiesa, per allargare la piazza antistante.
Si decise invece di restaurare l'edificio ripristinando le strutture romaniche nascoste sotto le decorazioni barocche; la chiesa fu riaperta al culto nel luglio del 1965.

## Descrizione
Dopo il restauro novecentesco si presenta nuovamente in stile romanico.
La facciata, a vento in mattoni a vista e non preceduta da un sagrato, si presenta in stile neoromanico ed è divisa in tre porzioni per mezzo di due contrafforti a base quadrata realizzati in conci di arenaria nella loro porzione più bassa e mattoni a vista nella porzione soprastante, per poi terminare, circa a tre quarti dell'altezza totale della facciata, con dei rampanti realizzati in pietra. Nella porzione centrale della facciata i due contrafforti interrompono una cornice formata da archetti pensili. Lateralmente sono presenti due ulteriori contrafforti, molto simili ai due centrali, ma meno alti. Al culmine superiore della facciata si trovano due serie di cornici formate da archetti pensili intrecciati e a dentelli a loro volta sormontate dai rampanti della cuspide. Circa a metà altezza sono presenti mensole su cui poggiano effigi in pietra dedicate ai quattro evangelisti.
L'unico portale di accesso, posto in posizione centrale, è realizzato in pietra ed ha una luce di forma rettangolare sormontata da un protiro che poggia su esili colonne dotate di capitelli di gusto romanico. Lateralmente rispetto al portale si trovano due colonne tortili che per mezzo di un arco a tutto sesto fanno da cornice a una lunetta in cui si trova un bassorilievo la quale è appoggiata su un architrave a sua volta basato su una coppia di mensole laterali in ghisa aventi la forma di volti umani. Nella parte superiore della facciata sono presenti ai lati due bifore inserite in archi a tutto sesto e al centro un rosone con piccole colonne a raggiera e archetti incrociati a sua volta sormontato da un'altra bifora, quest'ultima inserita in un'apertura di forma rettangolare. Al di sopra di questa bifora è infine presente un'apertura che assume la forma di una croce greca.
Il campanile, realizzato in mattoni a vista, presenta una base quadrata ed è addossato all'abside, sul fronte meridionale dell'edificio. La cella campanaria, aperta e dotata di tetto a quattro falde, presenta pilastri angolari di forma quadrata.
L'edificio presenta una struttura a pianta basilicale, conta tre navate concluse da tre absidi. All'interno è presente un crocifisso bronzeo realizzato da Giorgio Groppi.